# Christopher Williams (peintre)
Pour les articles homonymes, voir Christopher Williams et Williams.
Christopher Williams, né le 7 janvier 1873 et mort en 1934, est un peintre gallois.

## Galerie

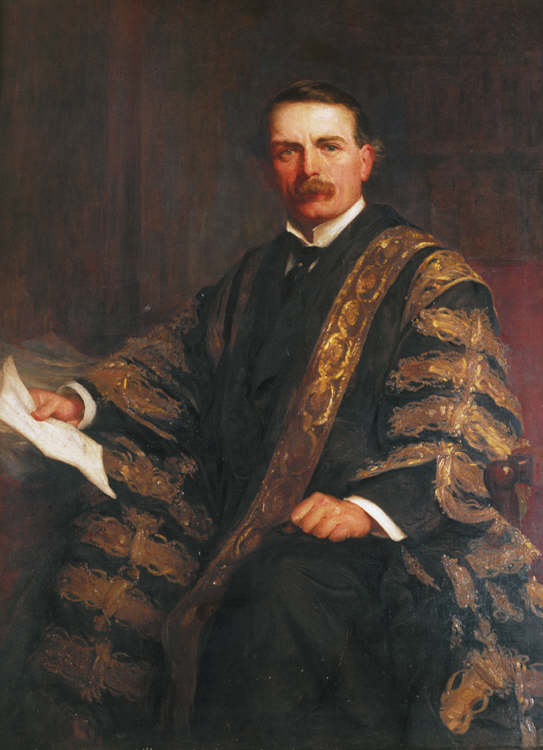
David Lloyd George 1911.
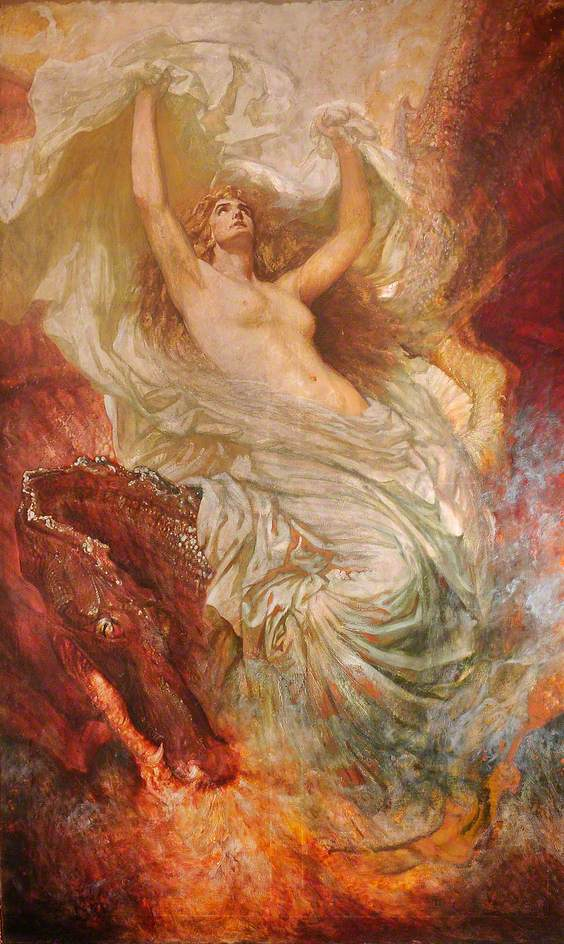
Awakening of Wales.
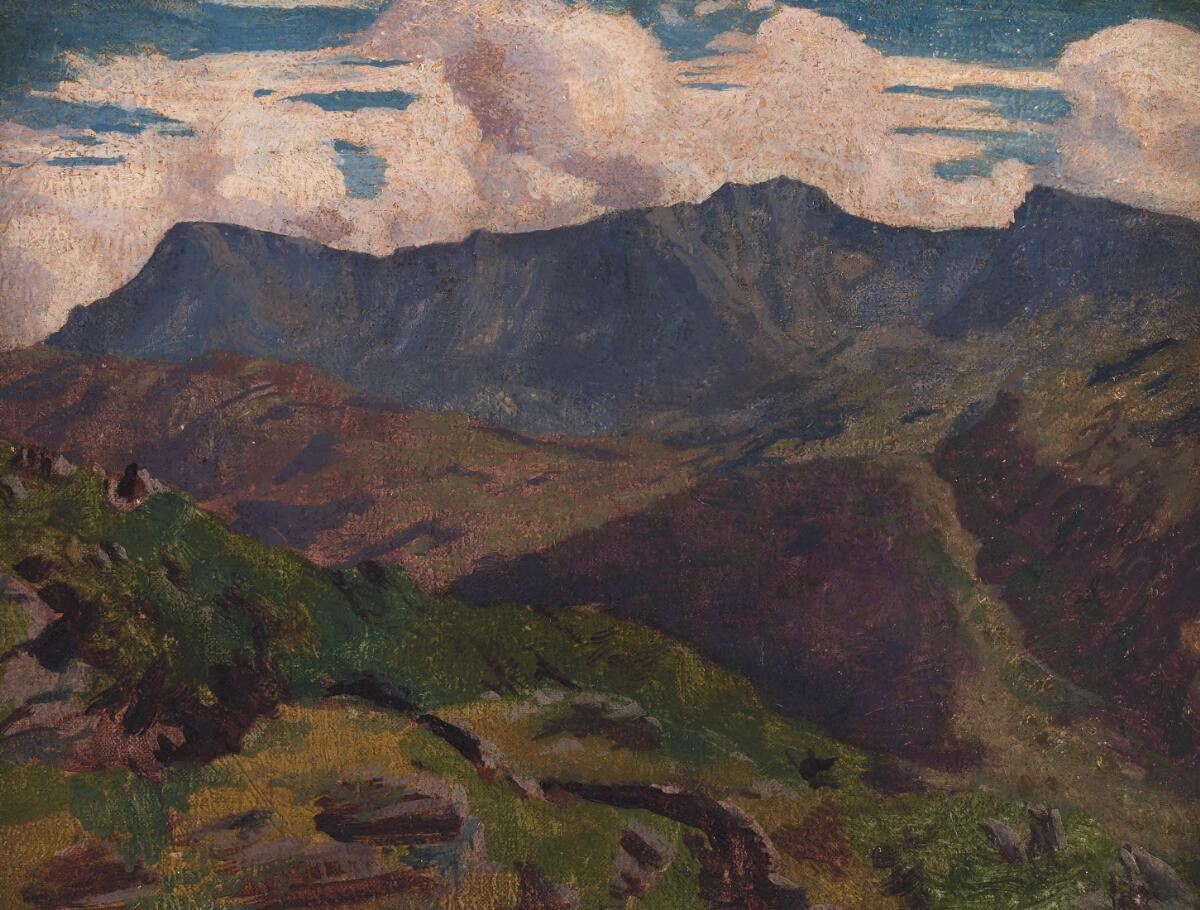
Cader Idris.
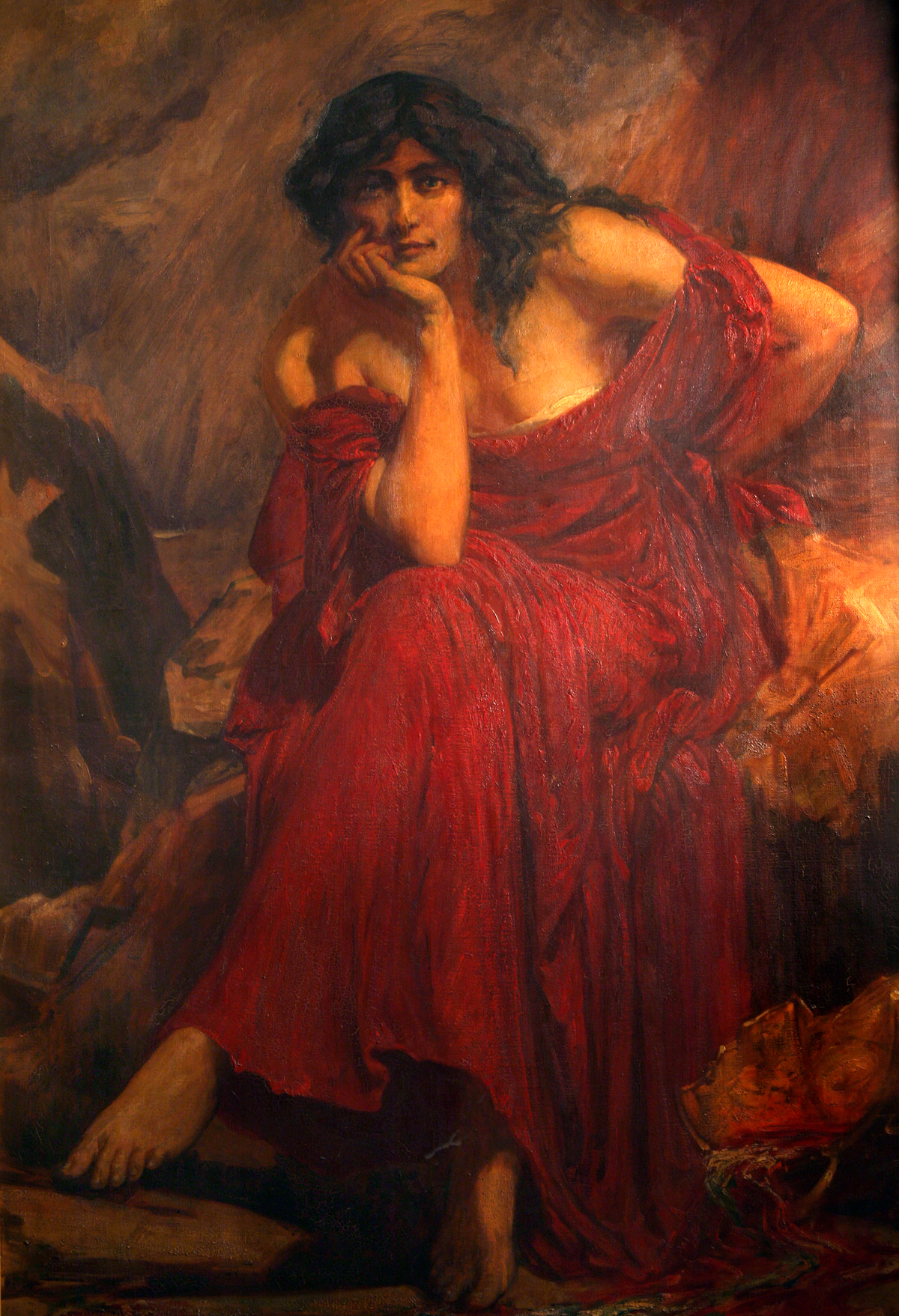
Ceridwen.
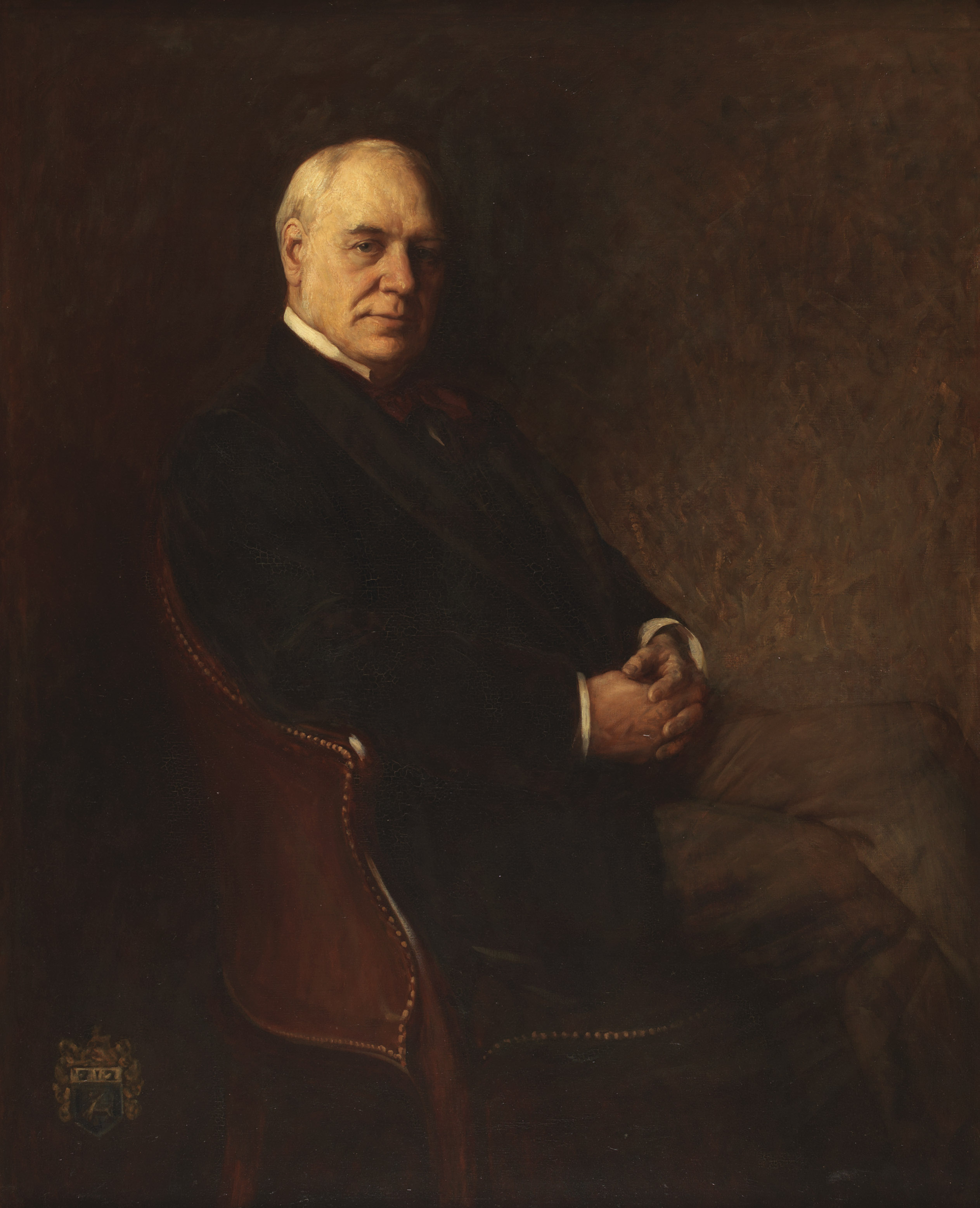
Sir John William.